# D’Alembert-Operator
Der D’Alembert-Operator {\displaystyle \Box } ist ein Differentialoperator zweiter Ordnung, der auf Funktionen {\displaystyle f(t,x_{1},\dots ,x_{d-1})} der {\displaystyle d}-dimensionalen Raumzeit wirkt (z. B. {\displaystyle d=4}).
{\displaystyle \Box ={\frac {1}{c^{2}}}{\frac {\partial ^{2}}{\partial t^{2}}}-\sum _{i=1}^{d-1}{\frac {\partial ^{2}}{\partial x_{i}{}^{2}}}\ .}
Sein Formelzeichen {\displaystyle \Box } (gesprochen Box)
ähnelt dem des Laplace-Operators {\displaystyle \Delta } und es gilt die Beziehung
{\displaystyle \Box ={\frac {1}{c^{2}}}{\frac {\partial ^{2}}{\partial t^{2}}}-\Delta _{x}\ .}
Der D'Alembert-Operator ist der Differentialoperator der Wellengleichung und der Klein-Gordon-Gleichung und heißt auch Wellenoperator oder Quabla-Operator.
In der Physik wird auch die Konvention verwendet, dass die Zeit-Koordinate {\displaystyle t} in der obig angegebenen Gleichung mit der Geschwindigkeit {\displaystyle c} zusammengefasst wird. Diese Zusammenfassung lässt sich wiederum als Wegstrecke interpretieren. Dabei wäre die Koordinate {\displaystyle \tau =ct} die Strecke, die von der Welle in der Zeit {\displaystyle t} mit der Geschwindigkeit
{\displaystyle c} durchlaufen wird.

## Lorentzinvarianz des D'Alembert-Operators
Die Koeffizienten der zweiten Ableitungen im Wellenoperator sind die Komponenten der (inversen)  Raumzeitmetrik
{\displaystyle \Box =\eta ^{mn}\partial _{x^{m}}\partial _{x^{n}}\ ,\ \eta ={\text{diag}}(1,-1,\dots ,-1)\ .}
In der ebenso verbreiteten Konvention, das Negative dieser quadratischen Form, {\displaystyle {\text{diag}}(-1,+1,\dots ,+1)}, als Raumzeitmetrik zu bezeichnen,
steht {\displaystyle \Box } für das Negative des hier definierten D'Alembert-Operators.
So wie die Raumzeitmetrik {\displaystyle \eta } ist der D'Alembert-Operator {\displaystyle \Box } invariant unter Translationen und Lorentztransformationen {\displaystyle \Lambda }. Angewendet auf Lorentzverkettete Funktionen {\displaystyle f\circ \Lambda ^{-1}} ergibt er dasselbe, wie die
Lorentzverkettete abgeleitete Funktion
{\displaystyle (\Box f)\circ \Lambda ^{-1}=\Box \,(f\circ \Lambda ^{-1})\ .}

## Greensche Funktion
Eine Greensche Funktion {\displaystyle G(t,t',x,x')} des D'Alembert-Operators erfüllt als dessen Rechtsinverses die Definitionsgleichung
{\displaystyle \square (t,\mathbf {x} )G(t-t^{\prime },\mathbf {x} -\mathbf {x} ^{\prime })=\delta (t-t^{\prime })\delta (\mathbf {x} -\mathbf {x} ^{\prime })}.
Dabei bezeichnet {\displaystyle \delta } die Diracsche Delta-Distribution. Da es sich um einen nicht explizit zeit- und ortsabhängigen Operator handelt, hängt {\displaystyle G} nur von den Differenzen {\displaystyle (t-t')} sowie {\displaystyle (x-x')} ab, weshalb wir ohne Beschränkung der Allgemeinheit die gestrichenen Koordinaten null setzen können. Für die Fouriertransformierte {\displaystyle G(\omega ,k)}
{\displaystyle G(t,\mathbf {x} )={\frac {1}{(2\pi )^{3}}}\iint d\omega \ d^{3}\mathbf {k} \;\mathrm {e} ^{\mathrm {i} (\omega t-\mathbf {kx} )}\ G(\omega ,\mathbf {k} )}
ergibt sich dann folgende algebraische Gleichung:
{\displaystyle G(\omega ,\mathbf {k} )={\frac {1}{-(\omega /c)^{2}+k^{2}}}}
Die Polstellen von {\displaystyle G(\omega ,k)} liegen genau dort, wo die Dispersionsrelation für elektromagnetische Wellen im Vakuum ({\displaystyle \omega ^{2}=c^{2}k^{2}}) erfüllt ist. Die Lösungen der homogenen Wellengleichung fallen also genau mit den Polen der Greenschen Funktion zusammen, was ein für Antwortfunktionen typisches Resonanzverhalten ist.
Um die Rücktransformation durchführen zu können, betrachten wir die analytische Fortsetzung von {\displaystyle G(\omega ,k)} für komplexe Frequenzen. Mit Hilfe des Residuenkalküls kann man die Pole bei {\displaystyle |\omega |=ck} „umschiffen“, wobei verschiedene Pfade verschiedenen Randbedingungen entsprechen. Man unterscheidet:
| Typ                              | {\displaystyle G(\omega ,\mathbf {k} )}                                   | {\displaystyle G(t,x)}                                                             |
| -------------------------------- | ------------------------------------------------------------------------- | ---------------------------------------------------------------------------------- |
| Retardiert {\displaystyle G^{+}} | {\displaystyle {\frac {1}{-(\omega /c+\mathrm {i} \epsilon )^{2}+k^{2}}}} | {\displaystyle {\frac {1}{4\pi x}}\delta \left(t-{\frac {x}{c}}\right)\Theta (t)}  |
| Avanciert {\displaystyle G^{-}}  | {\displaystyle {\frac {1}{-(\omega /c-\mathrm {i} \epsilon )^{2}+k^{2}}}} | {\displaystyle {\frac {1}{4\pi x}}\delta \left(t+{\frac {x}{c}}\right)\Theta (-t)} |

Die Greensche Funktion im Frequenzraum ist dabei im Grenzwert {\displaystyle \epsilon \to 0^{+}} zu verstehen, was den verschiedenen Pfaden um die Pole im Integral entspricht.
Der Faktor {\displaystyle t-x/c} entspricht dem Ausbreitungsgesetz einer Kugelwelle.